# Шиккер, Штефан
Ште́фан Ши́ккер (нем. Stefan Schicker; род. в Клингентале, Карл-Маркс-Штадт) — восточногерманский лыжник, призёр чемпионата мира.
Шиккер выступал за спортобщество Динамо. На чемпионате мира 1982 года в Осло завоевал бронзовую медаль в эстафете, тогда сборная ГДР разделила третье место со сборной Финляндии. Других значимых достижений и высоких результатов Шиккер в своей карьере не имеет.